# Informática El Corte Inglés
IECISA fue una empresa de consultoría tecnológica especializada en la provisión de soluciones digitales y servicios dirigidos a grandes empresas y administraciones públicas, a través de la innovación tecnológica. La compañía se situó entre las tres primeras empresas de tecnologías de la información en España. La mayor parte de su actividad la llevó a cabo en España, pero también contaba con oficinas en Portugal, México, Colombia, Perú, Brasil, entre otros países.  El 27 de abril de 2020 Grupo Gfi anunció la definitiva adquisición de IECISA, el grupo pasó a llamarse INETUM.

## Historia

### Comienzos
IECISA comenzó su actividad, ligada a la venta de ordenadores personales y periféricos a grandes empresas, en marzo de 1988. Dos proyectos realizados en torno a 1992 marcaron el salto de la compañía a los servicios: la digitalización del Archivo de Indias, realizado a través de la Fundación Ramón Areces, y de la instalación de la infraestructura de punto de venta en la Expo92, con el mayor número de terminales conectados en red hasta ese momento.

### Crecimiento
En la década de los noventa, IECISA crece en el mercado, llegando a formar parte de las cinco primeras empresas en el ranking de facturación en 1996. Este crecimiento también se debió a la fusión en 1994 con otra empresa cercana a El Grupo El Corte Inglés, Investrónica.
En junio de 1999 IECISA ganó el concurso convocado por el regulador español de telecomunicaciones, la CMT (hoy integrado en la CNMC) para gestionar la "Entidad de Referencia" (sistema centralizado) para la portabilidad numérica de la telefonía fija, lo cual le permitió adquirir una experiencia que luego ha rentabilizado internacionalmente, en especial en Iberoamérica, donde ha recibido adjudicaciones similares en diversos países (Colombia, Costa Rica, Perú, etc).

### Consultora tecnológica
En la década de los 2000, IECISA participó en numerosos proyectos de administración electrónica para el Gobierno de España y las comunidades autónomas. En ellos se utilizaba principalmente la plataforma de tecnología documental, Invesdoc. Era una solución de gestión documental y workflow creada en los años 90 y que se fue actualizando. En 2009 se lanzó la suite de gestión documental conocida como InvesDoc Gallery
En estos años, el sector tecnológico considera necesario cambiar la forma de desarrollar el software. Fue el momento en que muchas multinacionales TI deciden subcontratar la programación de software a empresas con sede en otros países, offshoring tecnológico, o crear factorías en territorio propio. IECISA siguió esta última línea y abrió en 2007 una factoría de desarrollo de software en Asturias, conocida como EspacioBlimea. En años sucesivos se inauguraron otros centros de desarrollo en Aragón, EspacioMonzón, y en Ciudad Real, EspacioCalatrava.

### Transformación digital
En 2010, en colaboración con el Principado de Asturias, se abrió Espacio Blimea Innovation Center (EbIC) para promocionar la innovación tecnológica en los negocios.
En 2015 se creó el Observatorio del Sector Público IECISA (OSPI). El OSPI es un centro de recogida de ideas y estudio de iniciativas principalmente internacionales, que se llevan a cabo en las Administraciones Públicas y que, al mismo tiempo, sirve como laboratorio de elaboración de propuestas de valor con vistas a su posible implementación en los distintos niveles de la administración española. Este Observatorio se reúne periódicamente para debatir sobre distintos aspectos tecnológicos de la Administración y fruto de estas reuniones es la elaboración de unos informes abiertos para su consulta.
En 2017, IECISA, Cisco y Apple formaron una alianza para la transformación digital de las empresas. El objetivo de este acuerdo a tres bandas fue incrementar los usuarios de Ipad y iPhone entre los clientes corporativos utilizando las capacidades del integrador de IECISA, el único con el nivel Authorized Systems Integrator en España.
En ese mismo año, se firmó un acuerdo estratégico de colaboración con Pegasystems, una compañía americana de software, para ayudar a las empresas a alcanzar objetivos de transformación del negocio. El objetivo de esta colaboración ha sido: automatización, digitalización y robotización, para reducir la dependencia del trabajo manual y de costosos procedimientos de trabajo en términos de tiempo.
En enero de 2018 se firmó un acuerdo con ServiceNow (una compañía de servicios en la nube) para Portugal, Colombia, México, y España. La colaboración ayudará a los clientes a obtener el mayor beneficio de los servicios ofrecidos por ambas compañías bajo un mismo paraguas.
Durante el verano de 2018 apareció en diversos medios de comunicación la posible venta de IECISA a Kio Networks; si bien, a finales del mismo año, la compañía mexicana retiró la oferta presentada por la tecnológica española.
En noviembre de 2019, se publica en el periódico económico Expansión (periódico), la compra por parte del Grupo GFI de IECISA,  por algo más de 300 millones de Euros.

### Venta de IECISA
El 27 de abril de 2020 Grupo Gfi anuncia la definitiva adquisición de IECISA. El 1 de octubre de 2020, Grupo Gfi cambia de nombre y se convierte en Inetum, una referencia a la palabra latina incrementum que significa crecimiento.

## Responsabilidad social y talento
IECISA ha recibido el sello de Responsabilidad Social de Aragón (RSA), por su compromiso con la sociedad y respeto por los valores del pueblo de Aragón.
También inició otro programa para ayudar a los jóvenes en riesgo de exclusión social, para darles formación, en colaboración con SAMSUNG, Ayuntamiento de Barcelona y otras entidades.
Patrocinó el festival de arpa Tierra 47 que tuvo como objetivo recolectar fondos para ayudar a personas de México afectados por el terremoto de Puebla de 2017.

### Talento y desarrollo de habilidades
En colaboración con la Universidad de las Islas Baleares (UIB), se otorga cada año unos premios conocidos como “Premios Talen TIC” con el fin de incentivar la innovación tecnológica en los individuos,. Igualmente, en colaboración con la Universidad de Oviedo,  otorga los "Premios EbIC Universidad" en los que se premian los proyectos de ideas más innovadoras en enseñanzas técnicas.
Fue la primera consultora en tecnologías de la información en esponsorizar eSports en España, una competición que reúne más de 50 universidades a lo largo del país en la cual el ganador se clasifica para el Campeonato Europeo.

## Asociaciones
IECISA es miembro de la Asociación Española de Empresas de Consultoría y del Information Technology Service Management Forum - itSMF en España,.
Desde 2019 es socio de Alastria, organización para el desarrollo de proyectos Blockchain